# Topstar
Die Firma Topstar GmbH produziert am Standort Langenneufnach bei Augsburg ca. 2,5 Mio. Drehstühle pro Jahr. Damit gehört die Firma zu den Top 3 der Bürostuhlhersteller in Deutschland und zu den Top 10 weltweit.

## Geschichte
Bereits 1949 begann Moritz Wagner, der Großvater der heutigen Geschäftsführungsgeneration, am Standort von Topstar in Langenneufnach bei Augsburg eine Fabrik für die Herstellung von Holzstühlen aufzubauen. Er belieferte damit die örtlichen Schreinereien und später die ersten Möbelhändler wie Möbel Krügel und die Quelle. Moritz Wagner entwickelte stetig neue Produktionstechnologien zur Verbesserung der Langlebigkeit seiner Produkte und legte mit der Entwicklung der Konussteckverbindung für Gasfedern bei Drehstühlen den Grundstein der Produktionsausrichtung auf das Produkt Drehstuhl für die weitere Generation.
1976 gründeten Michael und Christine Wagner die Topstar GmbH, die sich in Zusammenarbeit mit ihren drei Söhnen Rainer, Michael jun. und Peter Wagner zu einem der größten Hersteller von Drehstühlen für den Bürobereich entwickelte.
Heute arbeitet die Topstar GmbH unter dem Firmen-Markennamen und baut seit 2006 auch unter der Ursprungsmarke Wagner Premiumprodukte im hochwertigen Bürostuhlbereich.